# SheZow
SheZow é uma série animada de televisão australiana canadense criado por Obie Scott Wade que originalmente criou o IP como um curto para o Disney Channel's Shorty McShorts' Shorts em 2007. Ele começou a ser exibida na Network Ten em 15 de dezembro de 2012. A série é dirigida a crianças de 6 aos 11 anos de idade. Produzido por Moody Street Kids e Kickstart Productions, é distribuído pela DHX Media, e financiado em parte pelo Film Victoria. Ele foi projetado pelo artista australiano Kyla May.
A partir de dezembro 2013, 52 episódios de onze minutos foram feitos, que são transmitidos em pares para fazer uma temporada de 26 episódios de meia hora. Em uma entrevista, Wade manifestou interesse em fazer uma segunda temporada. Em Portugal, a série estreou no Biggs em 5 de julho de 2014 e na SIC K em 6 de fevereiro de 2018. No Brasil, a série estreou no Netflix em 31 de Julho de 2015.

## Sinopse
O protagonista da série, um garoto de 12 anos chamado Guy Hamdon, que descobre um anel mágico que possui os poderes da heroína SheZow (usado pela sua faledcida tia Agnes) e por brincadeira o coloca no dedo e é surpreendido. O anel foi concebido para ser usado por uma mulher, então Guy deve vestir um traje feminino enquanto luta contra o crime. Vestindo saia e capa lilases, luvas cor-de-rosa e botas brancas, ele diz as palavras mágicas "Vai, garota!" para se transformar de menino para menina.

### Equipe
- Terry Klassen - supervisor voz
- Michel Selventé - diretor de arte
- Dale Warren - designer de Diretor de voz/som/misturador sadio

### Atores
| Jacquie Brennan   | Sheila, Tara, Grilla, Null, Madame Curiador |
| Lyall Brooks      | Brian Smirk, Tazilla, Coldfinger, Mocktopus, Wackerman, Senior Yo-Yo, Count Pussenbite, Aristotle, Mega Monkey, Caped Koala, Crash Thunder, Aristotle, Brouhaha, Dr. Frankenweather, Fibberachee, Maj. Attitude, Manny Ken, Void, Periwinkle, Spit Bubble, Moocher, Pirate Posse, Dudley, Kelli, Captain XL, Mayor Stanley, Link, Sarcazmo, Wishington, Tad, McSniff |
| David-Myles Brown | Guy/SheZow (na Australia), Moocher, Pirate Posse |
| Dan Hamill        | Officer Boxter, Candy Rapper, Le Pigeon, Moocher, Freddie Fartonavich |
| Matt Hill         | Maz |
| Diana Kaarina     | Kelly |
| Justin Kennedy    | Big Chow Slim |
| Elizabeth Nabben  | Droosha, Aunt Agnes, Mrs. Creature, Baby Scarington, Uma Thermal |
| Samuel Vincent    | Guy/SheZow (em todos os territórios de língua inglêsa fora da Austrália), SheZap |
| Cecelia Ramsdale  | Gal/DudePow, Maizy, Wanda |

### Dubladores
- Adrian Tatini
- Arlete Montenegro - Fada do Dente
- Arthur Machado
- Bruno Camargo
- Bruno Dias
- Bruno Marçal
- Bruno Mello - Maz
- Caco Penha
- Caio César Oliviera
- Carlos Falat
- Carol Sodré
- Cássia Bisceglia
- Cassius Romero
- Cecília Lemes
- Charles Dalla
- Dláigelles Riba
- Ênio Vivona
- Enrico Espada
- Fátima Noya
- Felipe Monâco
- Felipe Zilse
- Gabriel Noya
- Gileno Santoro - Papai Noel
- Gilmar Lourenço
- Guilherme Lopes
- Guilherme Marques
- Junior Nannetti
- Laudi Regina
- Layra Campos
- Leonardo Caldas
- Lipe Volpato
- Lucas Gama - Guy/SheZow
- Kandy Kathy
- Kate Kelly
- Márcia Regina
- Márcio Marconato
- Mariana Zink - Gal/DudePow
- Mauro Eduardo Lima
- Michel Di Fiori
- Michelle Giudice
- Monalisa Capella - Pé Grande
- Nair Silva
- Nelson Machado Filho
- Paulo Espada
- Raquel Marinho
- Reinaldo Rodriguez
- Renato Márcio
- Ricardo Teles
- Rick dos Anjos
- Roberto Garcia
- Roberto Rocha
- Rosa Maria Baroli
- Sidney César
- Tatá Guarnieri
- Teca Pinkovai
- Thiago Keplmair
- Tiaggo Guimarães
- Vagner Santos
- Vii Zedek
- Wellington Lima
- Wilken Mazzei
- Zeca Rodrigues
- Direção: Kate Kelly e Thiago Keplmair
- Técnico: Márcio Vinícius
- Locutor: Sérgio Ribeiro
- Estúdio: BKS

## Desenvolvimento e produção
Em uma entrevista de 2013, o criador da série Obie Scott Wade afirmou que a inspiração para SheZow foi baseado em suas experiências de assistir desenhos animados no sábado de manhã e um amor geral para super-heróis. "Quando eu era criança, eu assisti um show nas manhãs de sábado chamado Shazam!...era Shazam e Isis e eu pensei que seria interessante ver o que aconteceria se ele acidentalmente disse "She-zam", ele receberia um traje diferente ou se tornar um herói diferente ?". Ele acrescentou que muitas das facetas da mitologia SheZow surgiu a partir das escritoras de sua equipe. "Eu perguntei as mulheres na produção... o que seria fraqueza para uma mulher super-heroína?, e tudo o que elas disseram foi, 'Cabelo bagunçado!'... Muitos gadgets e piadas para SheZow vieram de mulheres".

## Transmissão
Nos Estados Unidos, ele foi adicionado à programação cronograma de hub de rede em 1 de junho de 2013. No Reino Unido, a série será mostrado no Sky1 em meados de 2014. Mostra-se no onze e ABC3 na Austrália e na YTV no Canadá. Em Portugal, a série começou a ser emitida pelo Biggs em 5 de julho de 2014 às 08h00 e mais tarde pela SIC K em 6 de outubro de 2018 às 16h08. No Brasil, a série estreou no Netflix em 31 de julho de 2015.